# Rašćani
 Ovo je glavno značenje pojma Rašćani. Za naseljeno mjesto u općini Tomislavgrad pogledajte Rašćani (Tomislavgrad, BiH).
Rašćani su naselje u sastavu Općine Sveti Ivan Žabno, u Koprivničko-križevačkoj županiji.

## Stanovništvo
Prema popisu iz 2011. naselje je imalo 130 stanovnika.
| broj stanovnika | 191   | 173   | 191   | 227   | 251   | 254   | 221   | 244   | 316   | 341   | 334   | 258   | 201   | 155   | 130   | 130   | 97    |
|                 | 1857. | 1869. | 1880. | 1890. | 1900. | 1910. | 1921. | 1931. | 1948. | 1953. | 1961. | 1971. | 1981. | 1991. | 2001. | 2011. | 2021. |

## Poznate osobe
- Miroslav Mikuljan - hrvatski filmski i televizijski redatelj i scenarist